# Notiocharis mangrophila
Notiocharis mangrophila är en tvåvingeart som beskrevs av Jezek 2000. Notiocharis mangrophila ingår i släktet Notiocharis och familjen fjärilsmyggor. Inga underarter finns listade i Catalogue of Life.